# Петровичи (Хабаровский край)
Петро́вичи — село в районе имени Лазо Хабаровского края России. Входит в состав Полётненского сельского поселения.

## География
Село Петровичи стоит на левом берегу реки Кия, до правого берега реки Хор около 7 км.
Дорога к селу Петровичи идёт на юго-восток от районного центра рабочего посёлка Переяславка через сёла Екатеринославка и Георгиевка. Расстояние до Переяславки около 44 км.
От села Петровичи на юго-восток дорога идёт к сёлам Полётное, Прудки, Кия, Бичевая, Третий Сплавной Участок, Кутузовка.

## Население
| 1992 | 2002 | 2010 | 2011 | 2012 | 2021 |
| ---- | ---- | ---- | ---- | ---- | ---- |
| 310  | →310 | ↘285 | →285 | ↘270 | ↘267 |

## Улицы
- ул. Зелёная,
- ул. Набережная,
- ул. Украинская,
- ул. Центральная.

## Экономика
Жители занимаются сельским хозяйством.